# メイ・ジェミソン
メイ・ジェミソン（Mae Carol Jemison、1956年10月17日-）は、アメリカ合衆国の医師、アメリカ航空宇宙局の宇宙飛行士である。1992年9月12日にスペースシャトル・エンデバーで初めて宇宙を訪れ、宇宙飛行を行った初めてのアフリカ系アメリカ人女性となった。

## 生い立ち
メイ・キャロル・ジェミソンは、アラバマ州ディケーターで父チャーリー・ジェミソン、母ドロシー・グリーンの末子として生まれた。父はチャリティー組織の保全監督者で、母はイリノイ州シカゴのベートーベン小学校で英語と数学を教えていた教師であった。ジェミソンが3歳の時に、家族はよりよい教育環境を求めてシカゴに転居した。ジェミソンは、シカゴで育った少女時代は、いつも宇宙に行くことを想像していた。「当時は、今頃はもうあなたがたが仕事に行っているように、私たちは宇宙に行っているはずだと考えていた」と語っている。また、宇宙飛行士に応募することは、トウモロコシ畑でETが自分を拾ってくれるのを待つよりも簡単だったと述べている。
成長するに従い、ジェミソンは自然を学んで科学に興味を持った。「少しぞっとするけど、私は膿に魅了されていた」とジェミソンは語っている。子供の頃、親指にとげが刺さった時には、ジェミソンの母はそれを使って実験を教えた。誰も彼女の科学を止めることはできなかった。「幼稚園の頃、先生が大人になったら何になりたいか尋ねた時、私は科学者になりたいと答えた。彼女は、看護士じゃないの？と聞いた。看護士になるのに悪い点は何もないけど、私がなりたいものではなかった」と語っている。
ジェミソンは、マーティン・ルーサー・キング・ジュニアの影響を受けたと語っているが、彼女にとってキングの夢は実現性のないファンタジーではなく、行動のきっかけであった。彼女は、「あまりにも多くの人が彼のことをサンタのように笑顔で無害な人として考えているが、私はマーティン・ルーサー・キング・ジュニアの態度、大胆さ、勇敢さを評価している」と語っている。ジェミソンは、市民権運動は結局、人類の可能性の障壁を打ち破る運動であったと考えている。「夢を実現させる最良の方法は、起きることだ」とジェミソンは述べている。
ジェミソンは成長するにつれて科学を愛するようになったが、同時に芸術も愛していた。彼女は9歳の時からダンスを始めた。「私はダンスが大好き！アフリカンダンスからバレエ、ジャズダンス、モダンダンス、日本舞踊に至るまで、全ての種類のダンスを習った。プロのダンサーになりたいと思っていた」とジェミソンは語っている。高校時代、彼女は『ウエスト・サイド物語』の主役マリアのオーディションを受けた。役を得ることはできなかったが、ダンスの才能が認められ、バックダンサーとして出演を果たした。「私は歌は苦手だったが、ダンスや演技は十分上手にできた。人々は時に自分自身に制限をかけ、そのために夢を実現する機会を奪われている。私としては、私は科学を愛していたし、芸術も愛していた」と語っている。「私には劇場がこの情熱のはけ口に見えた。それで私はこの夢を追い続けることを決めた」。大学の最終学年で、彼女はニューヨークの医学校に行くかプロのダンサーになるかの決断を迫られた。彼女の母は「医者になってもダンスはできるけど、ダンサーになったら医療行為はできない」と彼女にアドバイスした。
ジェミソンは1973年にシカゴのモルガンパーク高校を卒業し、16歳でスタンフォード大学に入学した。「私はうぶで頑固だったので、気後れすることはなかったが、最近になって、16歳はかなり若く、私が家を遠く離れられると両親が信頼できるためには多くの問題があったことに気付いた」と語っている。ジェミソンはスタンフォード大学を1977年に卒業し、化学工学の学士号を得たが、アメリカ合衆国では人種が常に問題になるため、黒人女性が工学を専攻するのはかなり難しかったと語っている。「私がまるでそこにいないかのように振る舞う教授もいた。私が質問をすると、今まで聞いた中で最も愚かな質問であるかのように扱う教授もいた。白人男性が同じ質問をすると、「それはとても鋭い観察だ」等と言うこともあった」。2008年のThe Des Moines Register紙のインタビューで、ジェミソンは、16歳でスタンフォード大学に通うのは難しかったが、若い故の尊大さに助けられた」と語っている。
ジェミソンは1981年にコーネル医科大学で医学博士号を受け、ロサンゼルス郡+USC医療センターで研修を行い、後に一般開業医として勤務した。医学校時代、ジェミソンはキューバ、ケニヤ、タイを旅し、現地の人に一次医療を施した。またAlvin Ailey schoolにも通ってモダンダンスを習った。ジェミソンは後に自宅にダンススタジオを建設し、モダンジャズやアフリカンダンスのショーを行っている。

## 平和部隊
研修医を終えると、ジェミソンは1983年から1985年まで平和部隊に所属し、リベリアやシエラレオネで医師として隊員の健康管理を担当した。ジェミソンは薬局や研究所、医療スタッフの監督の他、健康管理マニュアルや安全ガイドラインの執筆も担当した。災害コントロールセンターで、様々なワクチンの研究の補助も行った。
ある時、隊員が病気に罹り、別の医師がマラリアと診断を下した。隊員の病状は進行し、ジェミソンは、これはシエラレオネでは治療できない致死性の髄膜炎の合併症であることに気付いた。ジェミソンは8万ドルの費用をかけて、ドイツの基地にある医療用の航空機を要求した。大使は、ジェミソンにそのような命令を出す権限があるのか質問したが、彼女は医療上の決定については誰の承認も必要としないと答えた。飛行機がジェミソンと患者を乗せてドイツに到着するまでに、彼女は56時間に渡って患者を治療し、患者は一命を取り留めた。
シエラレオネでの活動中、彼女はそれから15年間を一緒に過ごすことになる、スニーズとフレアスという名前のネコと出会った。「彼は銀と灰色の触角を持った白い猫で、いつも私のテーブルのところに座っていた。最初に会った時には、ご飯の上にスパイシーなソースとシチューをかけた地元の食事を食べていた」と語っている。ジェミソンが宇宙ミッションの業務に就き始めてからは、ネコはシカゴで彼女の両親と暮らしている。

## NASA

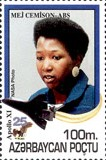
1995年に発行されたアゼルバイジャンの切手

サリー・ライドの飛行後、ジェミソンは宇宙飛行士の門戸が女性に対しても開かれたと感じた。NASAで働きたいという考えは、スタートレックでウフーラを演じたアフリカ系アメリカ人の女優ニシェル・ニコルズに触発されたものである。NASAへの最初の応募では通らなかったが、1987年の2度目の応募で採用された。「「まだ興味はありますか?」と電話で聞かれ、「はい」と答えました」と彼女は語っている。
宇宙飛行前までの彼女に割り当てられた仕事には、ケネディ宇宙センターでの打ち上げの補助やシャトル・アビオニクス統合施設でのシャトル用のソフトウェアの検査等があった。「私は1986年のチャレンジャー号爆発事故の後、最初に採用された宇宙飛行士であり、実際にチャレンジャー号爆発事故後、最初の打上げに携わった」と語っている。
ジェミソンは、1992年9月12日から20日にかけて、STS-47でミッションスペシャリストとして自身唯一の宇宙飛行を行った。「宇宙で最初に見たものは故郷のシカゴだった。私は窓の少ないミッドデッキで働いていて、シカゴ上空を通過した時には船長が私をフライトデッキに呼んでくれた。小さな頃からいつも宇宙を訪れることを想像していたので、これはすばらしい瞬間だった」とジェミソンは語っている。
ジェミソンはダンスを愛しており、またその独創性に敬意を表するために、ジェミソンはAlvin Ailey American Dance Companyのポスターを宇宙に持って行った。彼女は「多くの人はダンスと科学の間の関係を見出さないが、私はその両方が人々が互いに共有すべき境界のない独創性の表れであると考えている」と語っている。さらに宇宙は全ての国に属することを象徴するために、西アフリカの国々のいくつかの小さな芸術品も持参した。またアフリカ系アメリカ人女性で最初に飛行機で空を飛んだベシー・コールマンの伝記を書いたドリス・L・リッチによると、ジェミソンはコールマンの写真も持って行ったということである。
STS-47はアメリカ合衆国と日本の共同ミッションで、日本とアメリカの提案する44の生物学や材料学の実験が行われた。ジェミソンは190時間と30分23秒を宇宙で過ごした。

### 退職
ジェミソンは1993年3月にNASAを退職した。「私は社会科学がどのように技術と関連するのかに非常に興味を持ち、NASAを辞めた」とジェミソンは語っている。「人々はいつも技術をその中にシリコンが入っている何かと考えている。だけど鉛筆も技術だし、あらゆる言語も技術である。技術は私達が特定の仕事を遂行するためのツールで、発展途上国に適切な技術を語る時には、適切とは火から太陽電池までの全てを意味する」と語っている。NASAからの退職は友好的なものであったが、彼女の退職もNASAにとって嬉しいことではなかった。「NASAは彼女の訓練に多額の費用をかけ、また彼女は有色人種の女性というニッチを埋めるものだった」とNASAの訓練マネージャーであるホーマー・ヒッカムは語っている。2008年10月16日のThe Des Moines Register紙のインタビューで、彼女は「宇宙に行った最初の黒人女性」になれるということが動機ではなく、「自分の前に2000人が宇宙に行っていても全然気にしなかった」と語っている。

## NASA後
1993年、ジェミソンは日用品の科学技術を研究開発する自身の会社ジェミソン・グループを興した。また同じ1993年には、新スタートレックにも出演した。レヴァー・バートンが友人からジェミソンがスタートレックの大ファンであることを聞き、もし興味があるならばと打診したところ、快諾を得たものだった。ジェミソンはシーズン6のエピソード"Second Chances"(邦題:『もう一人のウィリアム・ライカー』)でパーマー中尉を演じ、スタートレックに出演した初めての実在の宇宙飛行士となった。この時には撮影現場を訪れたニシェル・ニコルズと談笑する写真が撮影されている。
1994年、ジェミソンは母親の名前を取ってドロシー・ジェミソン基金を設立した。「両親は常に質問をする、自分が知っている最良の科学者だった」と語っている。基金の活動には、12歳から16歳の生徒が「地球には何人まで住むことができるか」等の地球規模の問題に取り組む国際的な科学キャンプThe Earth We Share (TEWS)等がある。4週間の合宿プログラムで、生徒達は実験カリキュラムを通じ、問題解決能力を養うことができる。キャンプはこれまで、ダートマス大学、コロラド鉱業大学、チョート・ローズマリー・ホール等、全米各地で開催されている。TEWSのプログラムは、南アフリカ共和国やチュニジア等でも導入されている。1999年、TEWSはスイスで開催されたZermatt Creativity and Leadership Symposiumとして、成人向けにも拡大された。
1996年春、ジェミソンは交通違反取締りでのテキサス州警察の無礼な行為に抗議し、結果的に逮捕された。彼女はナッソー・ベイの警官ヘンリー・ヒューズにUターン違反で停止させられ、逮捕された。彼女の言い分では、警官は彼女を肉体的、精神的に不適切に取り扱い、また弁護士によると、彼女は地面に引きずり出されて手錠をはめられたということである。テレビのインタビューで、彼女はこの事件で当地の警察に対する感情が変わったと述べている。「私は周りに警官がいると安全で居心地良く感じるが、ナッソー・ベイではもはやそう感じられず、残念である」とも語っている。
1999年、ジェミソンはBioSentient社を設立し、不随意神経系を遠隔監視できる携帯デバイスの開発を開始した。BioSentient Corp社は、疾患に関連する不安やストレスを取り除くため、生体自己防御と自律療法により患者が自身の生理状態を監視、制御できるようにするためのAutogenic Feedback Training Exercise (AFTE)と呼ばれるNASAの技術のライセンスを受け、商用化のための研究開発を始めた。「BioSentient Corp社ではAFTEを不安感、吐き気、片頭痛、緊張性頭痛、慢性痛、高血圧、低血圧、ストレス性疾患の治療に用いる研究をしている」とジェミソンは語る。
2006年、ジェミソンはヘンリー・ルイス・ゲイツが司会を務める公共放送サービスの番組African American Livesに出演した。この番組では歴史研究と遺伝子の技術を用いて、8人の著名なアフリカ系アメリカ人の家族のルーツを探るという内容であった。この番組によって、驚いたことにジェミソンの遺伝子には、西アジアの血が13%混じっていることが判明した。
ジェミソンは現在コーネル大学の教授であり、1995年から2002年まではダートマス大学で環境学の教授を務めていた。ジェミソンは常に科学教育の重要性を強く説いており、科学に興味のあるマイノリティの生徒を引き受けている。彼女は科学技術を社会の重要な一部だと考えており、アフリカ系アメリカ人はその当初からアメリカ合衆国の科学技術に深くかかわってきたと考えている。
ジェミソンは、2009年3月にワシントンD.C.の公立学校で行われた未来のある少女のためのフォーラムで、ファーストレディのミシェル・オバマと同席した。

## 伝記
- Jemison, Mae. Find where the wind goes: moments from my life. New York: Scholastic. ISBN 9780439131964. OCLC 44548911
- Jemison, Mae (PDF). S.E.E.ing the Future: Science, Engineering and Education. Hanover, NH: Dartmouth College. pp. 56. ERIC ED464816